# Novodamus
Novodamus es un género de arañas araneomorfas de la familia Nicodamidae. Se encuentra en Australia.

## Lista de especies
Según The World Spider Catalog 12.0:
- Novodamus nodatus (Karsch, 1878) — Nueva Gales del Sur, Victoria, Tasmania
- Novodamus supernus Harvey, 1995 — Nueva Gales del Sur